# 2989 Imago
2989 Imago è un asteroide della fascia principale del diametro medio di circa 12,5 km. Scoperto nel 1976, presenta un'orbita caratterizzata da un semiasse maggiore pari a 2,2384664 UA e da un'eccentricità di 0,1735119, inclinata di 3,63041° rispetto all'eclittica.